# کناره‌گیری

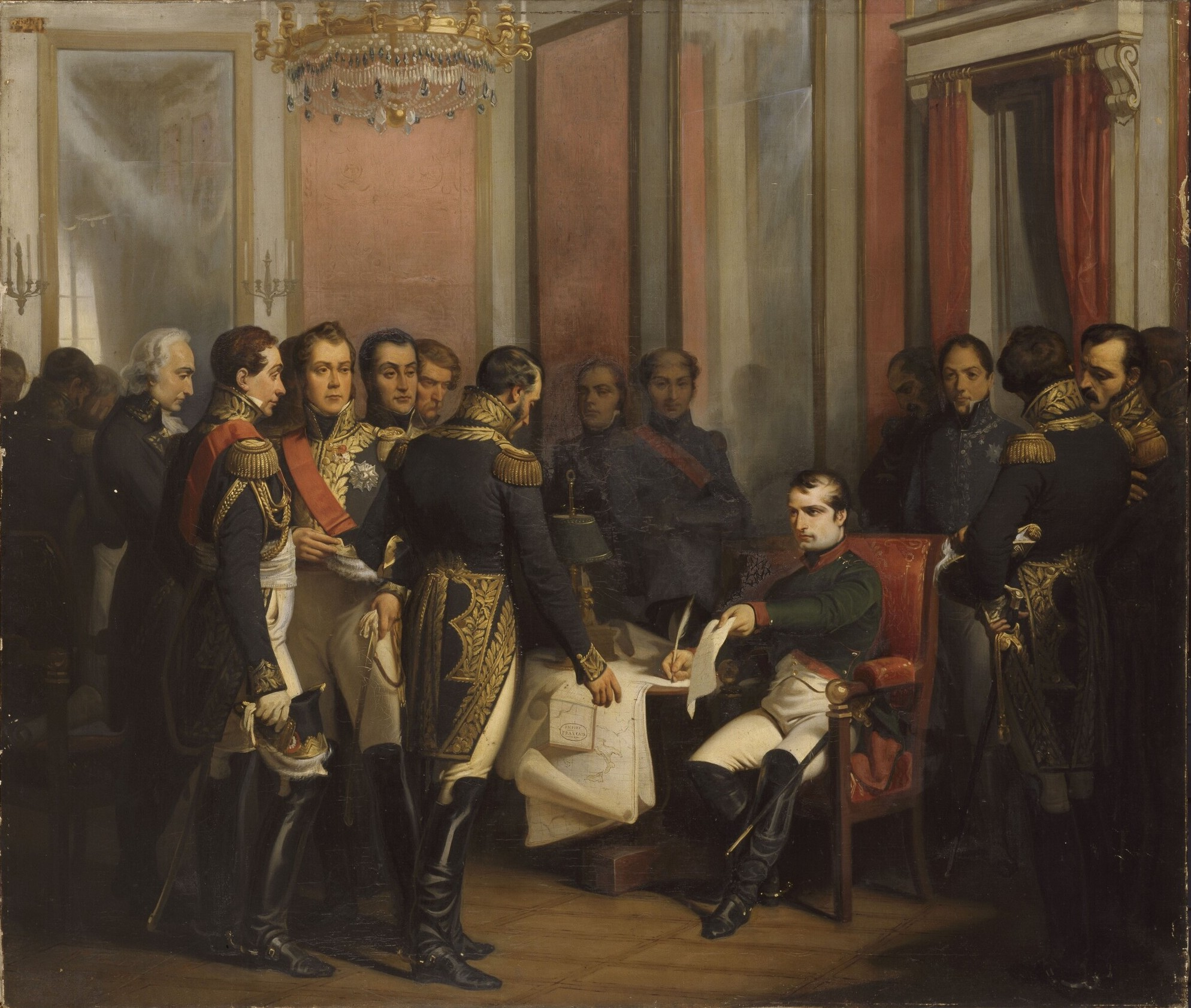
نخستین استعفای ناپلئون، در کاخ فونتن‌بلو در تاریخ ۴ آوریل ۱۸۱۴ میلادی امضاء شد.

کناره‌گیری از سلطنت  یعنی رها کردن رسمی قدرت فرمانروایی و سلطنت که توسط پادشاه صورت می‌گیرد. کناره‌گیری‌ها نقش‌هایی مهم و گوناگون را در امر جانشینی در پادشاهی‌ها ایفا کرده است.